# Moravskoslezská fotbalová liga 2023/2024
Moravskoslezská fotbalová liga 2023/2024 byla 33. ročníkem Moravskoslezské fotbalové ligy, která je jednou ze skupin 3. nejvyšší soutěže ve fotbale v Česku. Tento ročník začal v pátek 4. srpna 2023 úvodním zápasem 1. kola a skončil 15. června 2024.

## Týmy a stadiony
| Klub                          | Město                  | Stadiony                           | Kapacita |
| ----------------------------- | ---------------------- | ---------------------------------- | -------- |
| FC Zlínsko                    | Otrokovice             | Fotbalový stadion ve Zlínské ulici | 1000     |
| FC Hlučín                     | Hlučín                 | Městský fotbalový stadion Hlučín   | 2380     |
| FC Baník Ostrava B            | Ostrava                | Bazaly                             | 6000     |
| SK Uničov                     | Uničov                 | Areál SK Uničov                    | 1500     |
| TJ Start Brno                 | Brno                   | Stadion TJ Start Brno              | 550      |
| FK Hodonín                    | Hodonín                | Stadion u Červených domků          | 5000     |
| FK Třinec                     | Třinec                 | Stadion Rudolfa Labaje             | 2000     |
| FC Zlín B                     | Zlín                   | Areál Vlastislava Marečka          | 1000     |
| 1. SC Znojmo FK               | Znojmo                 | Městský stadion v Horním parku     | 2599     |
| 1. BFK Frýdlant nad Ostravicí | Frýdlant nad Ostravicí | Stadion u hřiště                   | 2600     |
| TJ Tatran Bohunice            | Brno                   | Stadion TJ Tatran Bohunice         | 600      |
| ČSK Uherský Brod              | Uherský Brod           | Orelský stadion                    | 6000     |
| FC Slovan Rosice              | Rosice                 | Stadion FC Slovan Rosice           | 1500     |
| 1. FC Slovácko B              | Uherské Hradiště       | Na Bělince                         | 3000     |
| FK Frýdek-Místek              | Frýdek-Místek          | Stadion Stovky                     | 12400    |
| FK Blansko                    | Blansko                | Stadion na Údolní                  | 3500     |
| SK Hranice                    | Hranice                | Stadion SK Hranice                 | 1000     |
| MFK Karviná B                 | Karviná                | Sportovní centrum Kovona           | 3000     |

## Formát soutěže
V sezóně se utkalo 18 týmů každý s každým dvoukolovým systémem podzim–jaro. Vítěz si vybojoval právo startu ve vyšší soutěži, tedy ve Fortuna Národní lize (FNL). 

## Změny týmů oproti ročníku 2022/23
- Z FNL 2022/23 do MSFL sestoupilo mužstvo FK Třinec.
- Do FNL 2023/24 postoupilo mužstvo SK Hanácká Slavia Kroměříž.
- Z předchozího ročníku MSFL sestoupily do divizí týmy SFK Vrchovina, FC Velké Meziříčí a MFK Vítkovice.
- Z divizí postoupily týmy TJ Start Brno, MFK Karviná „B“ a TJ Tatran Bohunice.
- Tým SK Kvítkovice změnil svůj název na FC Zlínsko.

## Konečná tabulka
| Poř. | Tým                           | Z  | V  | R  | P  | VG | OG | B  |
| ---- | ----------------------------- | -- | -- | -- | -- | -- | -- | -- |
| 1.   | FC Baník Ostrava B            | 34 | 24 | 7  | 3  | 62 | 22 | 79 |
| 2.   | FC Zlínsko                    | 34 | 18 | 6  | 10 | 45 | 44 | 60 |
| 3.   | FK Třinec (S)                 | 34 | 17 | 8  | 9  | 69 | 45 | 59 |
| 4.   | 1. SC Znojmo FK               | 34 | 17 | 8  | 9  | 60 | 42 | 59 |
| 5.   | SK Uničov                     | 34 | 15 | 9  | 10 | 61 | 44 | 54 |
| 6.   | MFK Karviná „B“ (N)           | 34 | 16 | 5  | 13 | 61 | 46 | 53 |
| 7.   | FC Hlučín                     | 34 | 13 | 10 | 11 | 55 | 48 | 49 |
| 8.   | FK Hodonín                    | 34 | 13 | 9  | 12 | 44 | 48 | 48 |
| 9.   | FK Frýdek-Místek              | 34 | 12 | 11 | 11 | 52 | 41 | 47 |
| 10.  | FC Zlín B                     | 34 | 11 | 11 | 12 | 43 | 41 | 44 |
| 11.  | TJ Start Brno (N)             | 34 | 12 | 8  | 14 | 48 | 56 | 44 |
| 12.  | FC Slovan Rosice              | 34 | 10 | 13 | 11 | 44 | 40 | 43 |
| 13.  | 1. FC Slovácko B              | 34 | 10 | 11 | 13 | 40 | 39 | 41 |
| 14.  | FK Blansko                    | 34 | 11 | 8  | 15 | 47 | 57 | 41 |
| 15.  | ČSK Uherský Brod              | 34 | 7  | 12 | 15 | 42 | 68 | 33 |
| 16.  | SK Hranice                    | 34 | 10 | 2  | 22 | 41 | 76 | 32 |
| 17.  | TJ Tatran Bohunice (N)        | 34 | 8  | 5  | 21 | 30 | 59 | 29 |
| 18.  | 1. BFK Frýdlant nad Ostravicí | 34 | 7  | 7  | 20 | 46 | 74 | 28 |

|  | Postup do Chance Národní ligy 2024/25 |
|  | Sestup do Divize D 2024/25            |
|  | Sestup do Divize E 2024/25            |
|  | Sestup do Divize F 2024/25            |